# Allmänna judiska Arbetarförbundet för Litauen, Polen och Ryssland
Der Bund omdirigerar hit, för andra betydelser se Bund

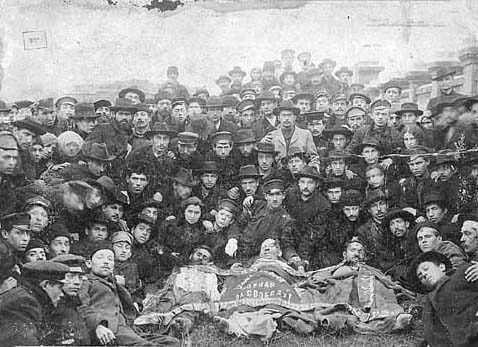
Medlemmar i Der Bund och tre döda kamrater, Odessa 1905.

Allmänna judiska Arbetarförbundet för Litauen, Polen och Ryssland, ofta kallad Der Bund, existerade mellan 1897 och 1921. Förbundets namn är på jiddisch אַלגמײַנער ײדישער אַרבײטערסבונד אין ליטע,פוילן און רוסלאַנד (Algemeyner Yidisher Arbeter Bund in Lite, Poyln un Rusland), på ryska Всеобщий еврейский рабочий союз в Литве, Польше и России (Vseobsjtjij jevrejskij rabotjij sojuz v Litve, Pol'sje i Rossiji) och på tyska Allgemeiner jüdischer Arbeiterbund von Litauen, Polen und Russland.

## Historia
Der Bund - Allmänna judiska Arbetarförbundet för Litauen, Polen och Ryssland - grundades i Vilnius 1897. Förbundets mål var att samla alla judiska arbetare i Ryska imperiet. Vid denna tid var Litauen, Lettland, Vitryssland, Ukraina och östra Polen en del av Ryssland. Majoriteten av Europas judiska befolkning bodde i dessa länder. Sedan åren runt 1800, då de hade införlivats med Ryssland, var de en del av det Judiska bosättningsområdet i Kejsardömet Ryssland, där de ryska judarna var tvingade att bo.
Allmänna judiska Arbetarförbundet önskade revolutionera Ryssland och införa demokrati och socialism. I ett sådant Ryssland hoppades förbundet att judarna skulle bli erkända och liksom andra folkgrupper uppnå minoritetsstatus. Der Bund var ett sekulärt socialistiskt parti som kritiserade det reaktionära judiska livet i Ryssland. Förbundet var även kritiskt till sionismen. Der Bund pläderade för jiddisch som de ryska judarnas språk i motsats till sionisterna som förordade hebreiska.
Bland förbundets medlemmar fanns inte endast arbetare utan även delar av intelligentian och konstnärer. Der Bund bedrev partiarbete, så långt det var möjligt i Ryssland, och hade självförsvarsgrupper. Dessa grupper hjälpte till att försvara judiska samfälligheter när de blev utsatta för pogromer. Bundister var också aktiva under revolutionen 1905. Der Bund samarbetade med Rysslands socialdemokratiska arbetareparti och stödde mensjevikerna som önskade ett parlamentariskt styrelseskick till skillnad från Lenins bolsjeviker. Bundisterna var inte anhängare av bolsjevikernas oktoberrevolution 1917. Men många kom att strida på de rödas sida under det ryska inbördeskriget som följde. 
År 1921 upplöstes Allmänna judiska Arbetarförbundet för Litauen, Polen och Ryssland och de flesta sökte medlemskap i kommunistpartiet. Många före detta bundister förvisades senare till gulagläger medan andra lyckades göra karriär i den sovjetiska hierarkin.
Der Bund fortsatte att existera i Polen till 1948 och var mycket aktivt under andra världskriget. Polska bundister deltog i gettoupproret i Warszawa 1943 och i Warszawaupproret 1944.
Genom de östeuropeiska judarnas stora emigration i början av 1900-talet kom nya förbund att etableras i USA, Kanada, Australien och Israel.